# هالیوودلند
هالیوودلند (انگلیسی: Hollywoodland) فیلمی در ژانر نئو نوآر، مرموز و درام به کارگردانی آلن کولتر است که در سال ۲۰۰۶ منتشر شد.

## خلاصه فیلم
جرج ریوز (افلک) بازیگر متوسطی بود که با مجموعه تلویزیونی «سوپرمن» به شدت مورد استقبال قرار گرفت و سرانجام ستاره شد. اما در شانزدهم ژوئن ۱۹۵۹، خبر مرگ ریوز که بر اثر اصابت گلوله جانش را از دست داده‌بود، همه را تکان داد. پلیس بلافاصله علت مرگ را خودکشی ذکر می‌کند، ولی مادرش قضیه خودکشی پسرش را باور نمی‌کند...

## بازیگران
- آدرین برودی
- دایان لین
- بن افلک
- باب هاسکینز
- رابین تونی
- کاتلین رابرتسون
- لوئیس اسمیت
- لری سدار
- دش میهوک
- مولی پارکر